# SEB Pank
Die AS SEB Pank ist die zweitgrößte Bank in Estland. Sie gehört zur Gruppe der schwedischen Skandinaviska Enskilda Banken (SEB). Ihr Hauptsitz befindet sich im Zentrum Tallinns, in einem 94 Meter hohen Wolkenkratzer.

## Geschichte
Die Bank entstand am 15. Dezember 1992 unter dem Namen Eesti Ühispank aus dem Zusammenschluss von 10 kleineren Banken. Im Jahr 1996 wurde die Aktiengesellschaft in Tallinn und Helsinki an die Börse gebracht. Im Jahr 1998 beteiligte sich die SEB AB an der Ühispank. Diese Beteiligung wurde im Folgejahr auf 50,1 % und im Jahr 2000 auf 95 % aufgestockt. 2002 wurden die verbliebenen freien Aktionäre abgefunden Squeeze-out und SEB wurde Alleinaktionär. Am 11. April 2005 erfolgte die Umbenennung in SEB Eesti Ühispank. Die Umfirmierung in den heutigen Namen SEB Pank erfolgte 2008.

## Geschäftsfelder
Die SEB Pank ist eine Universalbank. Sie bietet Finanzdienstleistungen für Privatkunden, Firmenkunden und den öffentlichen Sektor.
Tochtergesellschaften sind:
- SEB Ühisliising ist die zweitgrößte Leasinggesellschaft in Estland. Ein weiteres Angebot ist Factoring.
- SEB Ühispanga Fondid ist die Fondsgesellschaft der Ühispank-Gruppe. Sie bietet sowohl für Privatkunden wie für Institutionelle Kunden Fonds an.
- SEB Ühispanga Elukindlustus ist eine Lebensversicherung in Estland.

Der Bilanzgewinn im Jahr 2006 betrug 911 Mio. Estnische Kronen vor einer Bilanzsumme von 49,8387 Mrd. EEK. Die Eigenkapitalrendite beträgt 21,9 %.